# 莫尔黑德 (肯塔基州)
莫尔黑德（英語：Morehead），是美国肯塔基州的一座城市。建立于1856年，面积约为24.6平方公里（9.5平方英里）。根据2010年美国人口普查，该市的人口为6,845人。